# Stropkov
Stropkov é uma cidade da Eslováquia, situada no distrito de Stropkov, na região de Prešov. Tem 24,67 km² de área e sua população em 2018 foi estimada em 10.438 habitantes.

## Demografia
| Ano:        | 1994   | 2004   | 2014   | 2024    |
| ----------- | ------ | ------ | ------ | ------- |
| Broj ljudi: | 10 411 | 10 822 | 10 762 | 9683    |
| Razlika:    |        | +3,94% | -0,55% | -10,02% |

| Ano:               | 2023 | 2024   |
| ------------------ | ---- | ------ |
| Número de pessoas: | 9788 | 9683   |
| Diferença:         |      | -1,07% |